# Jean Suau
Jean Suau (Castelo de Rieumes, 22 de janeiro de 1520 - Roma, 29 de abril de 1566) foi um cardeal do século XVI

## Biografia
Nasceu em 1503, Castelo de Rieumes, Gasconha, França. Seu sobrenome também está listado como Reuman; como Reumano; como Suard; e como Suavius (a forma latinizada de Suau).
Estudou direito canônico e civil..
Clérigo de Lòmbes. Auditor de causas do Palácio Apostólico. Auditor da Sagrada Rota Romana.
Eleito bispo de Mirepoix, em 20 de dezembro de 1555. Consagrado (sem informações encontradas)..
Criado cardeal sacerdote no consistório de 20 de dezembro de 1555; recebeu o barrete vermelho e o título de S. Giovanni a Porta Latina, em 13 de janeiro de 1556. Participou do conclave de 1559, que elegeu o Papa Pio IV. Prefeito do Tribunal da Assinatura Apostólica de Justiça no pontificado do Papa Pio IV. Optou pelo título de S. Prisca, em 26 de abril de 1560. Renunciou ao governo da diocese de Mirepoix antes de 31 de janeiro de 1561. Participou do conclave de 1565-1566, que elegeu o Papa Pio V..
Morreu em Roma em Segunda-feira, 29 de abril de 1566, na sala Alexandre VI do Palácio Apostólico, de cálculo. Sepultado junto ao altar-mor da igreja de S. Spirito in Sassia, Roma.